# Xã Northland, Quận St. Louis, Minnesota
Xã Northland (tiếng Anh: Northland Township) là một xã thuộc quận St. Louis, tiểu bang Minnesota, Hoa Kỳ. Năm 2010, dân số của xã này là 169 người.